# Fiskari
Fiskari (en suédois : Fiskars) est un village de la municipalité de Raseborg en Finlande.

## Histoire
Le village est le site de l'ancienne forge de Fiskars (fi), fondée en 1649 qui a donné naissance à la société Fiskars.
Le village se développe autour de la forge créée par Peter Thorwöste en 1649 pour travailler le fer et le cuivre. 
En 1822, la forge est achetée par John Jacob von Julin, qui fonde en 1836 le premier atelier de Finlande.
Lé développement de la communauté industrielle est rapide et les ateliers et usines produisent des outils de première utilité ciseaux, couteaux charrues et dispositifs de transmissions. 
De 1891 à 1952, la voie ferrée de Fiskars à Pohjankuru (fi) sert à transporter les produits jusqu'au port de Pohjankuru.
La société Fiskars n'a plus de production dans le village.

## Galerie

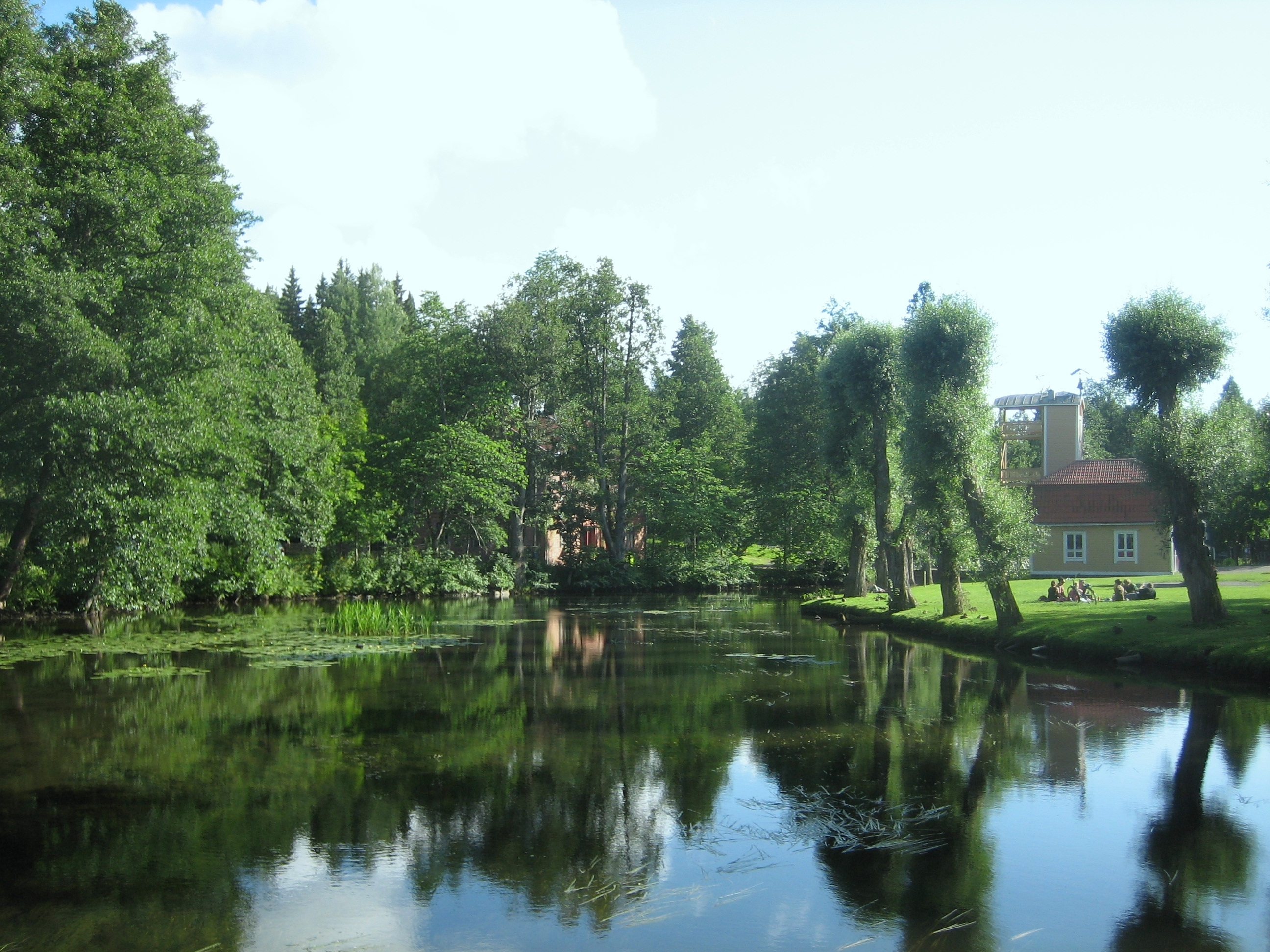
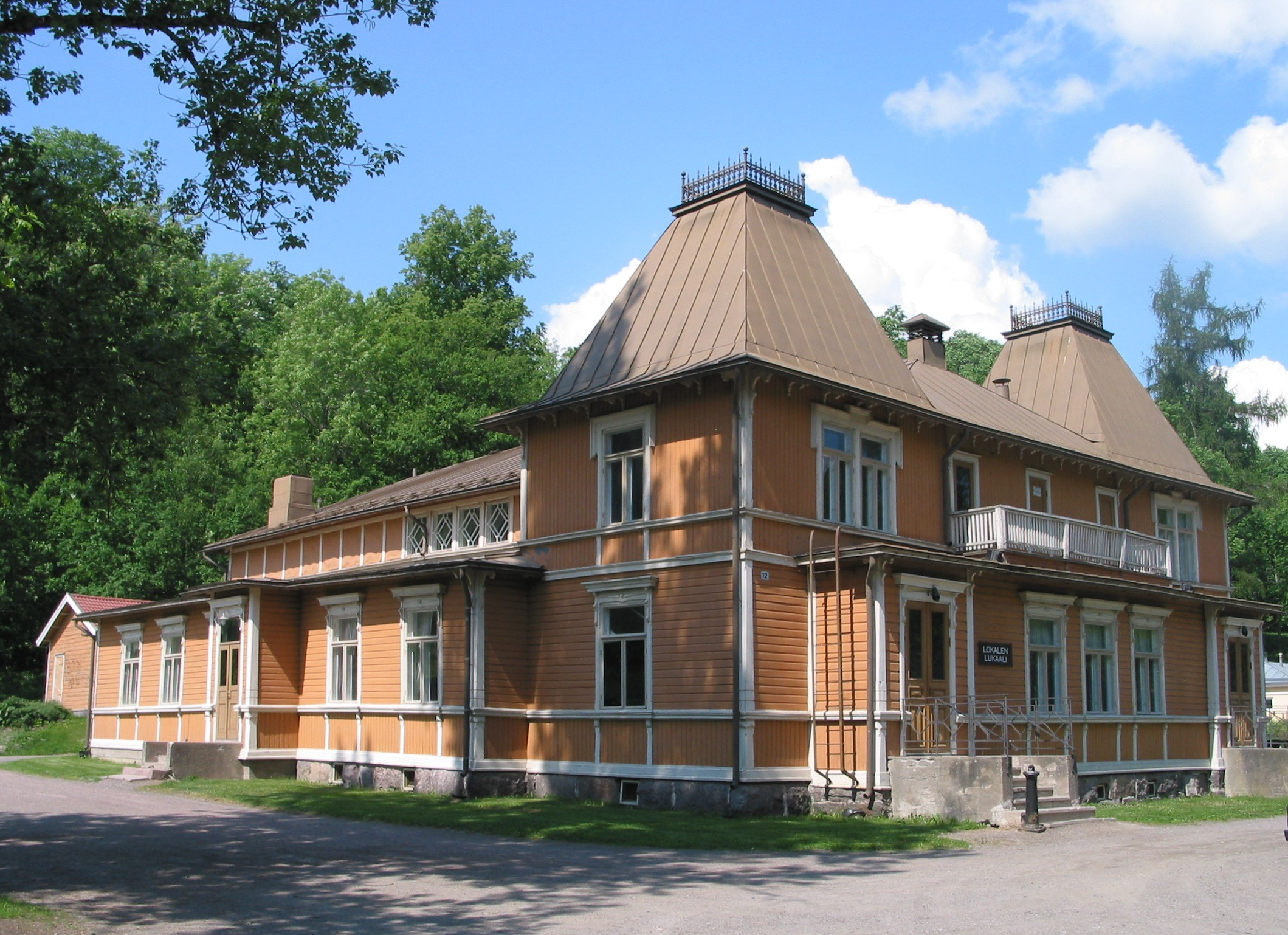
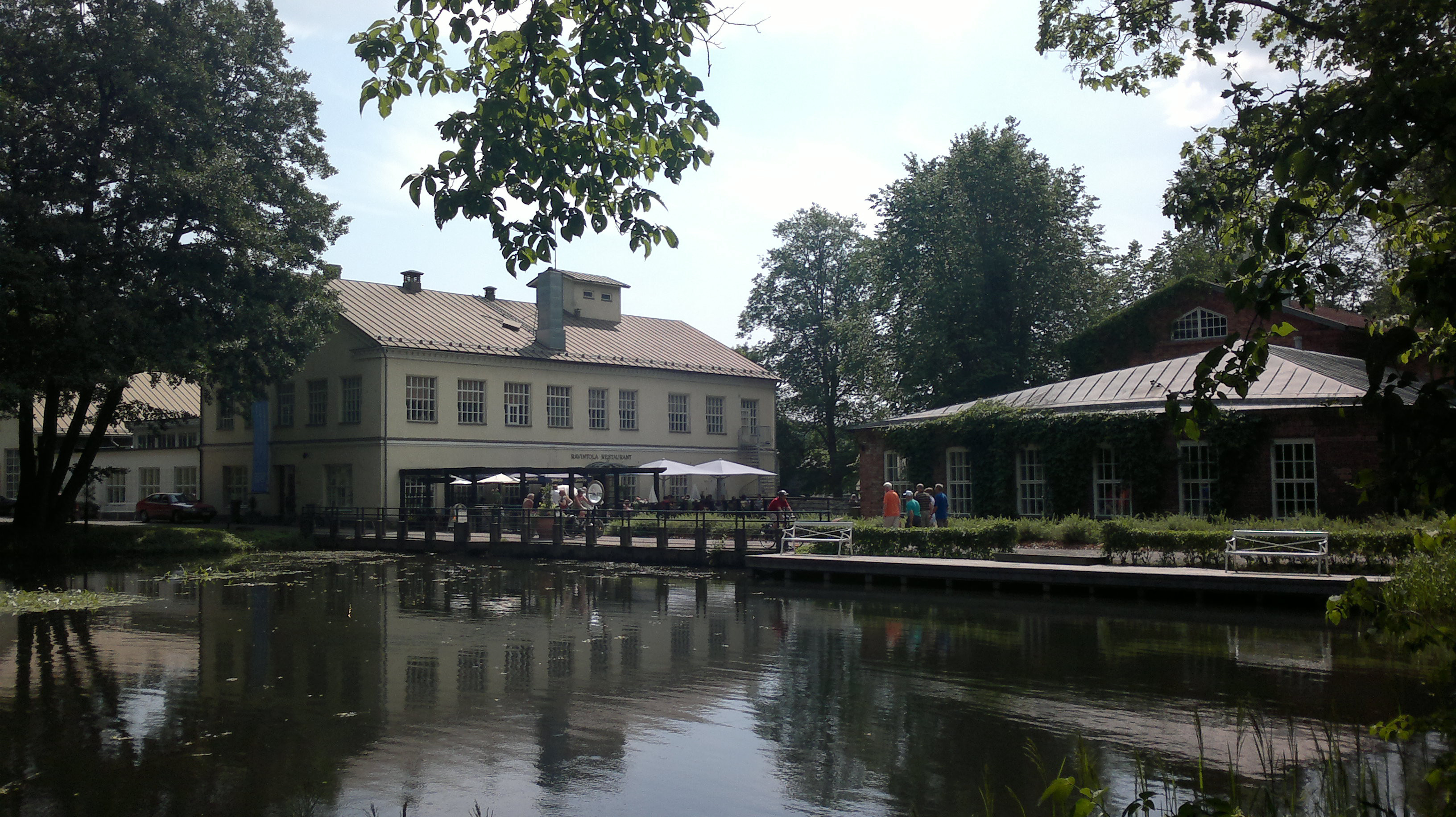
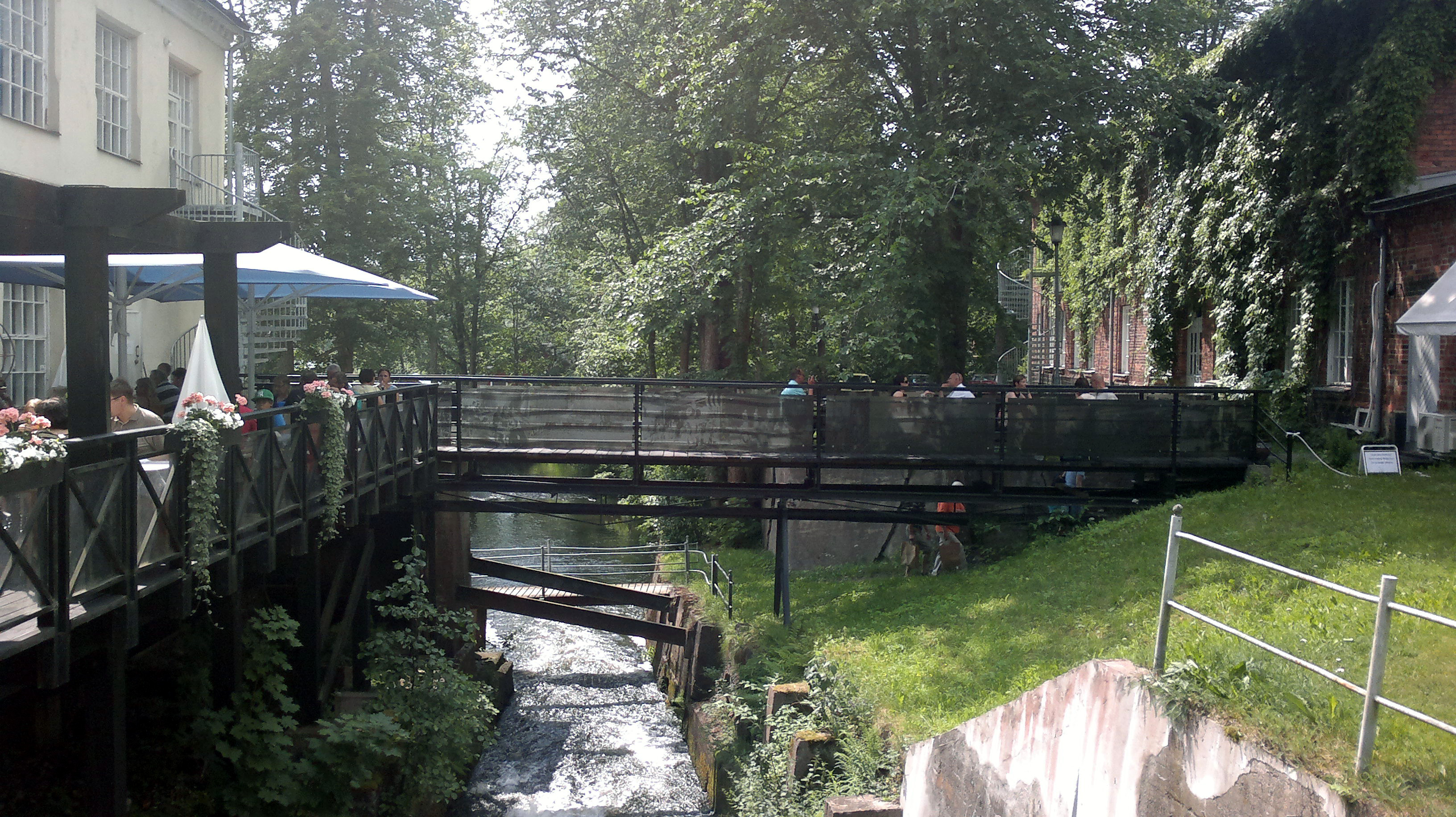
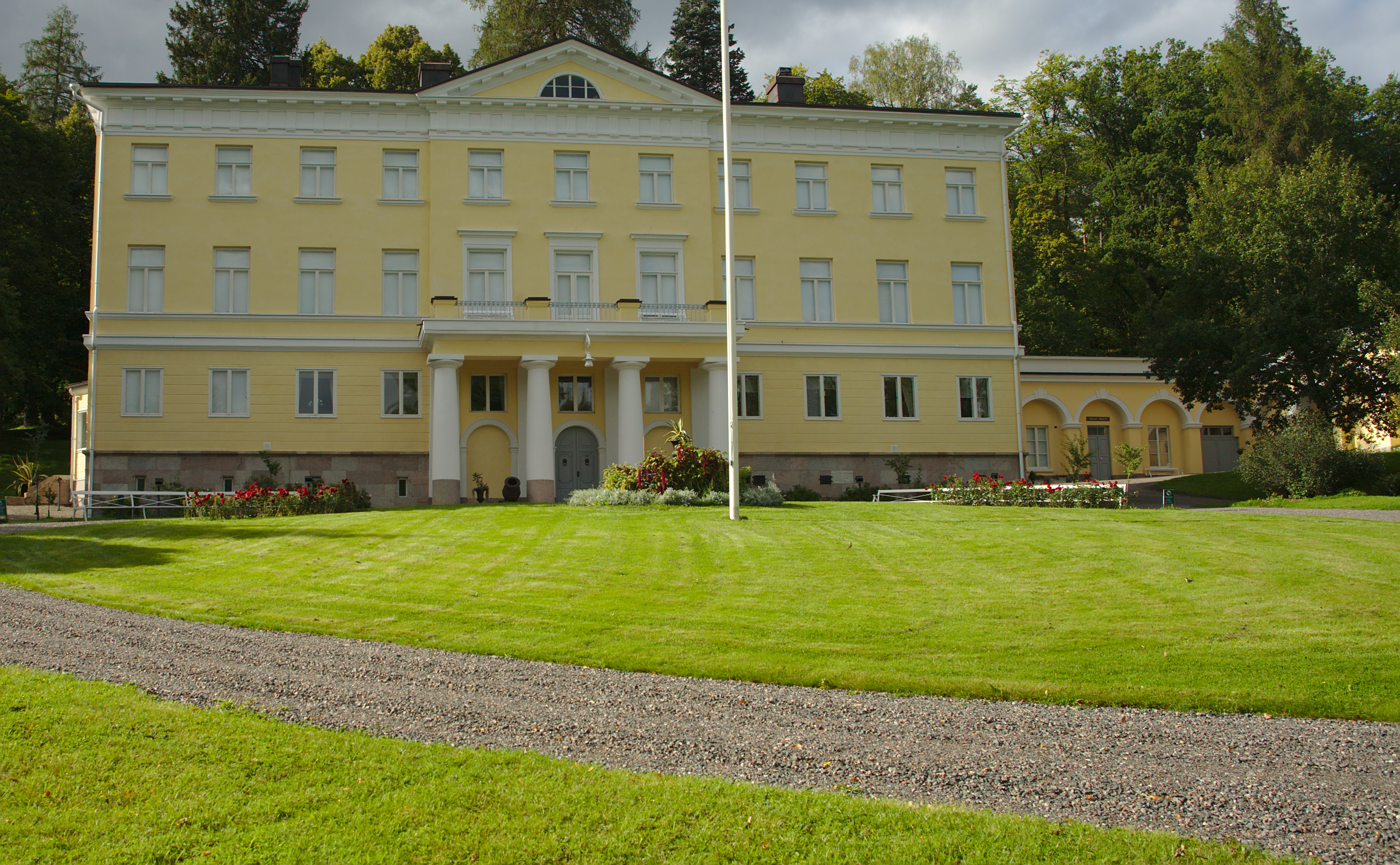